# Wyżniański Wierch
Wyżniański Wierch (913 m, inne źródła ok. 860 m) – szczyt w Bieszczadach Zachodnich, położony na południowy zachód od Przełęczy Wyżniańskiej. Jest to łagodne, trawiaste i niewysokie wzniesienie znajdujące się pomiędzy wyniosłymi masywami Połoniny Caryńskiej oraz Małej Rawki. W niewielkiej odległości od wierzchołka, po południowo-wschodnim stoku przebiega zielony szlak turystyczny z Przełęczy Wyżniańskiej na Małą Rawkę.
Z rzadkich w Polsce gatunków roślin stwierdzono występowanie rzadkiego w Polsce gatunku roślin – zarazy macierzankowej. Na szczycie wzniesienia znajduje się Automatyczna Telemetryczna Stacja Meteorologiczna IMGW.